# Instituto Vasco de Seguridad y Salud Laborales-OSALAN

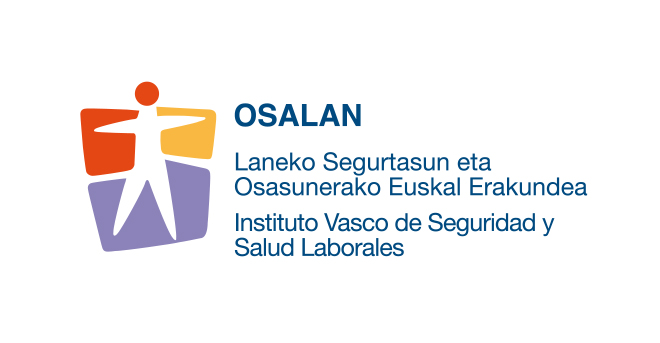

EL Instituto Vasco de Seguridad y Salud laborales, conocido como OSALAN.

## Breve historia
Las primeras transferencias en materia de Trabajo, Sanidad, y Seguridad e Higiene al País Vasco datan de 1979, 1980 y 1985. Los antiguos Gabinetes de Seguridad e Higiene en el Trabajo que funcionalmente comprendían las áreas de Seguridad, Higiene, Medicina y Formación realizaban distintos planes de actuación, en general planes anuales cuya ejecución dependía de la Dirección de Trabajo.
En 1988 el Departamento de Sanidad y Consumo en su Dirección de Salud Pública creó una Unidad de Salud Ocupacional que asumió las funciones de salud laboral en cuanto a los Servicios Médicos de Empresa, incluyendo los controles establecidos por la Organización de Servicios Médicos de Empresa (OSME).
A partir del convenio número 155 de la OIT sobre seguridad y salud de los trabajadores y medio ambiente de trabajo, y de la Directiva Marco 89/391/CEE sobre la mejora de la seguridad y la salud de los trabajadores en el medio de trabajo, se creó la necesidad de unificar las actuaciones que estaban divididas entre el Departamento de Salud y el Departamento de Trabajo.
Así, la Ley 7/1993, de 21 de diciembre, crea el Instituto Vasco de Seguridad y Salud laborales, bautizándolo como OSALAN. Osa que significa salud y lan que significa trabajo. Esta nueva institución se constituyó como Organismo Autónomo administrativo del Gobierno Vasco adscrito al Departamento de Justicia, Economía, Trabajo y Seguridad Social, el actual Departamento de Empleo y Asuntos Sociales. De este modo, Osalan se convierte en el referente encargado de gestionar, coordinar y promover las diferentes actuaciones relacionadas con la salud de las personas trabajadoras.

## Objetivo
Sus competencias se extienden a todas las ramas de la actividad económica en que haya trabajadores empleados, incluidas las administraciones públicas, las cooperativas de trabajo asociado y las demás cooperativas en relación con sus socios de trabajo. Respecto a los trabajadores por cuenta propia, Osalan llevará a cabo actividades de promoción de la prevención de riesgos. En definitiva, Osalan será el órgano encargado de transmitir la Cultura de Prevención que emana de las Directivas Europeas y de la  [https://www.boe.es/buscar/act.php?id=BOE-A-1995-24292 Ley de Prevención de Riesgos Laborales.